# Goliath (Butcher Babies)
| Recensione         | Giudizio |
| ------------------ | -------- |
| Revolver           | [ 1 ]    |
| New Noise Magazine | [ 2 ]    |
| Sputnik Music      | [ 3 ]    |

Goliath è l'album di debutto del gruppo heavy metal statunitense Butcher Babies. Prodotto da Josh Wilbur, è stato pubblicato il 9 luglio 2013 negli Stati Uniti e il 22 luglio in Europa.

## Critica
Goliath ha permesso ai Butcher Babies di raggiungere la terza posizione nella Billboard New Artist/Heatseekers chart. L'album stesso ha raggiunto la posizione 112 nella Billboard 200, grazie alle 3 300 copie vendute nella prima settimana di pubblicazione.

## Registrazione e promozione
In un'intervista, il gruppo ha affermato che "Lavorare con Josh Wilbur è stata un'esperienza incredibile, perché ci ha aiutati a esplorare noi stessi e trovare un sound unico che fosse BUTCHER BABIES."
Carla Harvey ha affermato, parlando del loro primo album pubblicato con una major discografica: "Ci serviva un'etichetta che ci portasse ad un livello più alto. Siamo molto fieri di ciò che abbiamo fatto per conto nostro, ma è arrivato il momento di dare le redini a qualcun altro."

### Singoli
Il 6 giugno 2013, venne pubblicato un lyric video per il primo singolo estratto I Smell a Massacre.
Il 20 giugno 2013 venne pubblicato il secondo singolo: Magnolia Blvd..

## Tracce
1. I Smell a Massacre – 3:34
2. Magnolia Blvd. – 4:05
3. C8H18 (Gasoline) – 3:44
4. Grim Sleeper – 4:01
5. Goliath – 3:28
6. In Denial – 4:04
7. Give Me Reason – 3:24
8. The Mirror Never Lies – 4:01
9. Dead Poet – 4:33
10. The Deathsurround – 3:05
11. Axe Wound – 4:15

## Formazione
- Heidi Shepherd - voce, screamo
- Carla Harvey - voce
- Jason Klein - basso
- Henry Flury - chitarra
- Chrissy Warner - batteria

## Classifica
| Classifica         | Posizione massima |
| ------------------ | ----------------- |
| US Billboard 200   | 112               |
| US Top Heatseekers | 3                 |
| Hard Rock Albums   | 12                |
| Independent Album  | 24                |
| Top Rock Album     | 31                |